# Bodasjön, Dalsland
Bodasjön är en sjö i Bengtsfors kommun och Årjängs kommun i Dalsland och ingår i Göta älvs huvudavrinningsområde. Sjön har en area på 1,23 kvadratkilometer och ligger 111,1 meter över havet. Vid provfiske har bland annat abborre, björkna, gers och gädda fångats i sjön.

## Delavrinningsområde
Bodasjön ingår i det delavrinningsområde (657836-129460) som SMHI kallar för Utloppet av Bodasjön. Medelhöjden är 149 meter över havet och ytan är 9,68 kvadratkilometer. Det finns inga avrinningsområden uppströms utan avrinningsområdet är högsta punkten. Vattendraget som avvattnar avrinningsområdet har biflödesordning 4, vilket innebär att vattnet flödar genom totalt 4 vattendrag innan det når havet efter 233 kilometer. Avrinningsområdet består mestadels av skog (81 procent). Avrinningsområdet har 1,37 kvadratkilometer vattenytor vilket ger det en sjöprocent på 14,2 procent.

## Fisk
Vid provfiske har följande fisk fångats i sjön:
- Abborre
- Björkna
- Gärs
- Gädda
- Löja
- Mört
- Nors